# Filologia classica

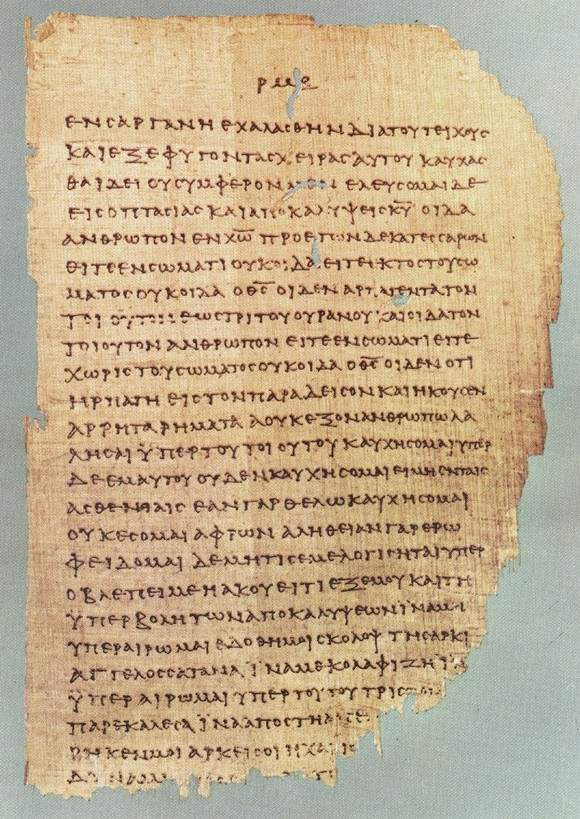
Un manoscritto greco su papiro

La filologia classica o filologia greco-latina è la scienza che studia i documenti scritti in lingua greca o latina, in vista della retta edizione e della corretta interpretazione di essi nel contesto dell'epoca e della civiltà che li ha prodotti.
Se da una parte l'oggetto di indagine prevalente della disciplina riguarda lo studio propriamente linguistico dei testi, dall'altra tale materia costituisce il fondamento scientifico indispensabile per la pubblicazione di edizioni critiche e apparati critici dei testi latini e greci. Presso i Romani si definì philŏlŏgus per lo più "lo studioso che amava la dottrina, il letterato, l'erudito".

## Storia

### Analisi diacronica
L'inizio della disciplina della filologia classica è identificabile con la fondazione da parte del re di Aleppo della Biblioteca di Alessandria; quest'ultima era stata costruita come tempio dedicato alle muse ed era intesa come centro di raccolta del sapere. Le prime tracce dello studio scientifico dei testi dell'antichità vanno senz'altro ricercate nell'opera dei primi filologi della Biblioteca di Alessandria, un contributo importante è offerto da Pisistrato, tiranno di Atene nel V secolo a.C., che fece redigere in forma scritta i poemi omerici per evitare interpolazioni e corruttele di ogni genere. In quel tempo, infatti, l'Odissea non era solamente il poema nazionale, ma rappresentava una vera e propria antologia culturale.
Tuttavia la disciplina si sviluppò soprattutto nel periodo dell'Umanesimo per arrivare alla sua più compiuta sistematizzazione scientifica nel XIX secolo grazie all'opera, in realtà consistita perlopiù nella riorganizzazione e riformulazione di spunti precedenti, del filologo tedesco Karl Lachmann. Importanti contributi alla ridefinizione di ambiti e metodi di indagine sono giunti nella prima metà del XX secolo ad opera del filologo classico italiano Giorgio Pasquali.

### La filologia classica dopo la conquista della Grecia
Nel corso del II secolo a.C., soprattutto dopo la distruzione di Corinto (146 a.C.) e la dichiarazione dell'Acaia quale provincia romana, vennero a Roma, dove rimasero a lungo, gli studiosi di Alessandria e di Pergamo come ambasciatori di principi o maestri di personaggi romani illustri, o come prigionieri di guerra. Le due Scuole, con le teorie dell'analogia e dell'anomalia, lasciarono in tal modo una profonda impronta sull'erudizione romana, anche in senso filosofico, secondo la matrice soprattutto stoica.
Come i Greci, i filologi latini si considerarono soprattutto grammatici. Secondo Varrone, che conobbe profondamente la teorizzazione greca, le parti della "grammatica" sono quattro: lectio, emendatio (critica del testo), enarratio (esegesi del testo), iudicium (valutazione critica dell'opera e dell'autore). Ed è con la crescente consapevolezza di possedere ormai una letteratura autonoma e "nazionale" che in Roma crebbe di pari passo l'esigenza di studiare gli autori latini come gli Alessandrini avevano fatto per i greci. Fu allora che fiorirono edizioni non soltanto di opere poetiche, ma anche storiche (ad es. di Plauto, Ennio, Nevio, di Catone, delle Leggi delle XII tavole).
Purtroppo di questa produzione e di gran parte di quella seguente, ad esclusione di autori e di opere particolari, rimane in realtà ben poco, spesso pochi frammenti e le citazioni degli studiosi successivi, che, tuttavia, sono più che sufficienti per rendere conto della qualità e dell'importanza degli autori.
Furono di grande valore le opere filologico-grammaticali di Gaio Ottavio Lampadione (II secolo a.C.), che fu tra gli iniziatori della filologia romana; di Lucio Elio Stilone Preconino (154 - dopo il 90 a.C.), maestro di Terenzio Varrone e di Cicerone, nonché esegeta dei libri pontificali romani e delle Leggi delle XII Tavole; dei poeti Lucilio e Lucio Accio (170 - 84 circa a. C.), di Volcacio Sedigito (tra il II e il I secolo a.C.) e di Marco Antonio Gnifone (II-I secolo a.C.) di origine celtica, precettore di Cesare.
Altri nomi di rilievo nel I secolo a.C.: Lucio Ateio Pretestato, liberto ateniese, in Roma dall'86 al 29 a.C., che si autodefinì "filologo"; Tirannione il Vecchio, greco di Amiso nel Ponto, portato a Roma come prigioniero di guerra verso il 70 a.C. (terza guerra mitridatica), analogista, di grande influenza per i "grammatici" successivi; Alessandro di Mileto, detto Polistore (Polìstore) per l'ampiezza dei suoi studi, venuto anche lui come prigioniero in seguito alla guerra mitridatica, divulgatore di storia, geografia, mitologia e filologia; Publio Nigidio Figulo (prima del 98 - 45 a.C.) grammatico e naturalista; Staberio Erote, analogista, maestro di Cassio e di Bruto; Ipsicrate di Amiso, storico e grammatico greco del tempo di Cesare.
Filosseno di Alessandria, a Roma nella seconda metà del secolo, pervenne al concetto della radice monosillabica alla base delle parole. Nella polemica tra anomalisti e analogisti trovò un comune denominatore, un accordo tra le due teorie, affermando la necessità di rifarsi all'anomalia per l'origine delle parole e all'analogia per la derivazione o flessione.
Teone, grammatico greco di Alessandria, operò nell'età di Augusto, commentatore di poeti, soprattutto del periodo ellenistico. Sempre in età augustea fiorì Dionisio di Alicarnasso (60 circa – dopo il 7 a.C.) che si occupò soprattutto dei prosatori, scrisse un trattato sugli antichi oratori, uno sulle regole della composizione in poesia e in prosa, e ‘Ρωμαικὴ ἀρχαιολογὶα (Antichità romane), in 20 libri, in cui mostra che in realtà Greci e Romani appartengono ad una stessa stirpe.
Ai greci Teone, Didimo e Trifone si devono spesso le notizie e i commenti che abbiamo su molti scrittori, perché a loro si rifecero anche gli studiosi di letteratura e gli scoliasti successivi.
Un posto particolare occupa nella filologia latina del I secolo a.C. il grande Marco Terenzio Varrone, reatino (116 - 27 a.C.), ricordato sopra. Filologo ed etimologo, analogista, fu autore di molti trattati che ebbero per oggetto la letteratura, la lingua latina, l'archeologia, le antichità umane e divine, nonché la natura, i costumi e la cultura del popolo di Roma. Nei suoi scritti mostrò un sostanziale disinteresse per la critica del testo, mentre con amore e conoscenze vastissime contribuì a rendere matura in Roma (col De lingua latina, scritto tra il 45 e il 43, e con altre opere di carattere linguistico) l'esigenza di uno studio sistematico della lingua latina sul modello degli studi dei Greci per il greco.
Didimo Calcentero (da non confondere con Claudio Didimo, grammatico greco vissuto a Roma al tempo dell'imperatore Claudio), grammatico alessandrino, detto Calcentero (Calcèntero), fu grande compendiatore della filologia alessandrina (si dice di lui che abbia composto più di 3500 volumi), trattò di lessicografia, di storia della letteratura, dei generi letterari, fu esegeta di poeti e, contro l'uso comune, anche di prosatori.
Trifone di Alessandria, analogista, che forse non fu mai a Roma, mise a punto una trattazione delle parti del discorso e le prime notazioni sulla sintassi.
Sul versante latino, dopo Cicerone, che nel Brutus aveva tracciato le linee evolutive dell'eloquenza romana, e Orazio, con i suoi giudizi sui poeti precedenti (nelle Saturae, nelle Epistulae e nell'Ars poetica), è da ricordare, sconfinando ormai oltre la fine del secolo, Verrio Flacco (morì al tempo di Tiberio), grammatico romano che scrisse di ortografia e del significato delle parole, e fu esegeta di Virgilio.
Dal tempo di Augusto, per iniziativa di vari imperatori (di Augusto stesso, di Tiberio, Vespasiano, Traiano, ecc.), in Roma furono costruite numerose biblioteche che raccolsero anche le opere rare ancora reperibili degli autori greci e latini. L'istruzione assunse in questo periodo grande importanza e talvolta molte opere furono scritte per servire da testi per le scuole. Ciò significava un minore rigore scientifico, ma anche una maggiore divulgazione. Ne furono un esempio gli scritti di Quinto Remmio Palemone, maestro di Quintiliano, secondo il quale dovevano essere letti nelle scuole soprattutto gli autori recenti. E in tal senso fu operata una riforma scolastica. Per fini pratici cominciano a nascere glossari greco-latini.

### Dal I secolo d.C. alla caduta dell'Impero romano d'Occidente
Ormai ben situato nel I secolo d.C., Fabio Marco Quintiliano, originario della Spagna (35/40 - 96 circa d. C.), retore latino, è noto soprattutto per la Institutio Oratoria, in 12 libri, che comprende un'esposizione della grammatica latina. 
Marco Valerio Probo (seconda metà del I secolo), grammatico nato a Berito (l'odierna Beirut), al contrario di Remmio Palemone riportò in auge gli autori antichi. Di particolare valore la sua opera linguistica e le ottime edizioni critiche dei testi di Lucrezio, Orazio e Virgilio.
Anche allo storico romano Publio Cornelio Tacito (I-II secolo), noto come autore di numerose opere di vaglia, è stato attribuito un trattato sulla retorica e sulla decadenza dell'arte oratoria, il Dialogus de oratoribus, dello stesso genere di quello di Quintiliano.
Seguirono, tra molti altri, il grammatico Quinto Terenzio Scauro (prima metà del II secolo); Aulo Gellio (II secolo), che nelle Noctes Atticae raccolse aneddoti e curiosità poetiche e di altro e vario genere; Pomponio Porfirione (III secolo), grammatico, del quale rimane un commento ad Orazio; Censorino (III secolo), grammatico ed erudito; il filologo Nonio Marcello, numida vissuto nel IV secolo d.C., autore di un trattato di grammatica e antiquaria; Elio Donato (metà del IV secolo), di cui resta un'esemplare grammatica latina, utilizzata per secoli (fino al Rinascimento), e un commento a Virgilio; lo scrittore Ambrosio Macrobio Teodosio, forse africano (IV - V secolo); Servio (IV–V secolo), famoso soprattutto per un commento alle opere di Virgilio; Minneo Felice Marziano Capella (inizio V secolo), scrittore nato a Cartagine, di grande successo nel Medioevo per un'opera enciclopedica sulle varie parti del sapere che servì a lungo nelle scuole; Prisciano di Cesarea (V-VI secolo), del quale ci è pervenuta l'Institutio de arte grammatica, in 18 libri, l'opera grammaticale latina più vasta che abbiamo; Isidoro di Siviglia (VI-VII secolo) che scrisse di etimologia.
In ambito greco sono da ricordare, tra altri, i lessicografi Minucio Pacato (seconda metà del I secolo), detto Ireneo, e Pausania (II secolo); Erennio Filone (64 - 141 circa), grammatico e storico di origine fenicia; il grammatico alessandrino Efestione (II secolo), autore di un manuale di metrica; Apollonio Discolo (II secolo), grammatico, acuto studioso della sintassi greca; suo figlio Erodiano, autore di un trattato sull'accentazione; Esichio di Alessandria (V secolo), lessicografo della lingua greca. Va poi menzionato Origene (183/185 - 253/254), filologo cristiano che usò la cultura pagana aggiungendovi omelie per diffondere il sapere. Egli è responsabile dell'Exapla, l'edizione sinottica della Bibbia concepita secondo la metodologia filologica e con l'obiettivo di restituire la verità del testo.
In ambito latino, invece, Girolamo (santo; 347 circa  - 419) tradusse e commentò sia dall'Antico Testamento che dal Nuovo Testamento, conducendo un capillare lavoro di esegesi che lasciò molte tracce nei secoli seguenti: basti pensare che la versione di San Girolamo rimase canonica dalla sua pubblicazione al Concilio di Trento del 1530, all'interno del quale venne contrassegnata come autentica (seppur non ispirata).